# Жуса
Жуса (устар. Джуса) — река в России, левый приток реки Суундук. Протекает в Адамовском и Новоорском районах Оренбургской области. Длина реки составляет 75 км. Площадь водосборного бассейна — 1070 км².
Исток реки в 2 км восточнее посёлка Джусинск, устье — в 36 км по левому берегу реки Суундук — Суундукойский рукав Ириклинского водохранилища. В 17 км от устья, по правому берегу впадает река Кумустобе, другие притоки — левые: Колдар, Таубекты, правый — Жуламансай; также маловодные балки: правые — Садык, Ашилсай, Алшинсай и левые — Бескрюк и Будамша. От истока вниз на реке населённые пункты: Баймурат, Андреевка, Теренсай, Слюдяной, Юбилейный и Добровольское.

## Данные водного реестра
По данным государственного водного реестра России относится к Уральскому бассейновому округу, водохозяйственный участок реки — Урал от Магнитогорского гидроузла до Ириклинского гидроузла. Речной бассейн реки — Урал (российская часть бассейна).
По данным геоинформационной системы водохозяйственного районирования территории РФ, подготовленной Федеральным агентством водных ресурсов: